# Alemania en los Juegos Paralímpicos de Vancouver 2010
Alemania estuvo representada en los Juegos Paralímpicos de Vancouver 2010 por un total de 20 deportistas, 14 hombres y seis mujeres.

## Medallistas
El equipo paralímpico alemán obtuvo las siguientes medallas:
| Nombre              | Deporte        | Evento                                        |
| ------------------- | -------------- | --------------------------------------------- |
| Oro                 |                |                                               |
| Verena Bentele      | Biatlón        | 3 km persecución discapacidad visual femenino |
| Verena Bentele      | Biatlón        | 12,5 km discapacidad visual femenino          |
| Wilhelm Brem        | Biatlón        | 12,5 km discapacidad visual masculino         |
| Gerd Schönfelder    | Esquí alpino   | Descenso de pie masculino                     |
| Gerd Schönfelder    | Esquí alpino   | Eslalon gigante de pie masculino              |
| Gerd Schönfelder    | Esquí alpino   | Supergigante de pie masculino                 |
| Gerd Schönfelder    | Esquí alpino   | Supercombinada de pie masculino               |
| Martin Braxenthaler | Esquí alpino   | Eslalon sentado masculino                     |
| Martin Braxenthaler | Esquí alpino   | Eslalon gigante sentado masculino             |
| Martin Braxenthaler | Esquí alpino   | Supercombinada sentado masculino              |
| Verena Bentele      | Esquí de fondo | 1 km velocidad discapacidad visual femenino   |
| Verena Bentele      | Esquí de fondo | 5 km discapacidad visual femenino             |
| Verena Bentele      | Esquí de fondo | 15 km discapacidad visual femenino            |
| Plata               |                |                                               |
| Andrea Rothfuss     | Esquí alpino   | Eslalon de pie femenino                       |
| Andrea Rothfuss     | Esquí alpino   | Eslalon gigante de pie femenino               |
| Gerd Schönfelder    | Esquí alpino   | Eslalon de pie masculino                      |
| Martin Braxenthaler | Esquí alpino   | Supergigante sentado masculino                |
| Andrea Eskau        | Esquí de fondo | 5 km sentado femenino                         |
| Bronce              |                |                                               |
| Andrea Eskau        | Biatlón        | 10 km sentado femenino                        |
| Josef Giesen        | Biatlón        | 12,5 km de pie masculino                      |
| Andrea Rothfuss     | Esquí alpino   | Descenso de pie femenino                      |
| Andrea Rothfuss     | Esquí alpino   | Supergigante de pie femenino                  |
| Anna Schaffelhuber  | Esquí alpino   | Supergigante sentado femenino                 |
| Gerd Gradwohl       | Esquí alpino   | Descenso discapacidad visual masculino        |